# باهرة مزدحمة
باهرة مزدحمة (الاسم العلمي: Agave congesta) هو نوع من النباتات يتبع جنس الباهرة من الفصيلة الهليونية.